# Torpedowce typu Sleipner
Torpedowce typu Sleipner – seria norweskich okrętów z okresu II wojny światowej i powojennego, składająca się z sześciu okrętów. Klasyfikowane oryginalnie jako niszczyciele, w rzeczywistości odpowiadały klasie torpedowców. Trzy ostatnie, nieco większe, klasyfikowane też bywają jako odrębny typ Odin. Od 1937 roku do kampanii norweskiej w 1940 roku do służby w marynarce Norwegii weszły cztery okręty z sześciu zamówionych, które wzięły udział w walkach. Po upadku Norwegii, dwa zdobyte i dwa nowo ukończone okręty wcielono do niemieckiej Kriegsmarine, natomiast jeden operował z portów brytyjskich. Pięć okrętów przetrwało wojnę, po której powróciły do marynarki norweskiej, przeklasyfikowane na fregaty. Wycofano je ze służby do 1959 roku.
Wyporność standardowa okrętów wynosiła około 600 ton, a pełna ponad 700 ton. Napędzały je turbiny parowe, pozwalające na osiąganie prędkości 32 węzłów. Zasadnicze uzbrojenie stanowiły trzy lub dwa działa kalibru 102 mm, broń przeciwlotnicza i dwie wyrzutnie torpedowe.

## Historia
W trakcie I wojny światowej, podczas której Norwegia pozostawała neutralna, oraz przez dłuższy czas po jej zakończeniu, niewielka norweska marynarka wojenna z przyczyn finansowych i politycznych nie zamawiała nowych okrętów. Dopiero na początku lat 30. zdecydowano zbudować noweniszczyciele, po ponad 20 latach od wcielenia poprzednich okrętów tej klasy typu Draug, które były zaprojektowane na początku XX wieku i były już całkowicie przestarzałe, a przede wszystkim małe i słabo uzbrojone. Zdecydowano zbudować jak najmniejsze, a przez to najtańsze nowoczesne okręty, zachowując możliwie silne uzbrojenie. Dlatego typ Sleipner, chociaż klasyfikowany jako niszczyciel przybrzeżny (norw. kustjager), faktycznie odpowiadał wielkością i charakterystykami nowo budowanym na świecie torpedowcom, i tak też jest na ogół określany w literaturze. Mimo przerwy w projektowaniu nowych okrętów, Norwegowie zdołali samodzielnie zaprojektować udane i oryginalne okręty, aczkolwiek ich możliwości bojowe były limitowane ich wielkością. Dla zmniejszenia masy kadłuba i siłowni zastosowano kadłub o nowocześniejszym podłużnym układzie wiązań i kotłownię o wyższym ciśnieniu pary oraz zrezygnowano z podwójnego dna. Mimo mniejszych rozmiarów, kadłub zachował jednak podział na liczne poprzeczne przedziały wodoszczelne. Niszczyciele przeznaczone były przede wszystkim do obrony wybrzeża Norwegii, mimo to dysponowały sporym zasięgiem.
Stępkę pod budowę prototypowego okrętu „Sleipner”, który nadał nazwę typowi, położono w Głównej Stoczni Marynarki w Horten w 1933 roku (według innych źródeł w 1934 roku), a drugiego („Æger”) w kolejnym roku. Oba zwodowano w 1936 roku, kiedy też rozpoczęto budowę trzeciego okrętu („Gyller”). „Sleipner” wszedł jako pierwszy do służby w 1937 roku, dalsze dwa w ciągu dwóch kolejnych lat. Po zamówieniu i zbudowaniu pierwszych trzech okrętów, budowę kolejnych według zmodyfikowanego projektu – znanego też jako podtyp Odin – rozpoczęto w 1938 roku. Ich kadłuby wydłużono o 2 metry, co pociągnęło niewielki wzrost wyporności. Ponieważ okazało się, że dążenie do umieszczenia silnego uzbrojenia na niewielkich jednostkach odbija się negatywnie na ich własnościach morskich i stateczności, zdecydowano odciążyć okręty drugiej serii, i według większości literatury, zredukowano ich uzbrojenie z trzech do dwóch dział (nie jest to jednak pewne w świetle fotografii). 
Wszystkie okręty otrzymały nazwy postaci z mitologii nordyckiej (Sleipnir, Ägir, Odyn, Thor, Baldur), z wyjątkiem „Gyller” (pol. lśniący). Budowano je w Horten, z wyjątkiem „Tora”, zbudowanego w Stoczni Mechanicznej we Fredrikstad.
Kolejny typ niszczycieli norweskich Aalesund stanowił już powiększone okręty, o wyporności standardowej 1220 t i uzbrojeniu w cztery działa 120 mm, aczkolwiek stanowił rozwinięcie typu Sleipner. Budowę dwóch okrętów rozpoczęto w 1939 roku, lecz nie ukończono ich z powodu wybuchu wojny.

## Okręty
| Nazwa     | Położenie stępki            | Wodowanie    | Wejście do służby               |
| --------- | --------------------------- | ------------ | ------------------------------- |
| I seria:  |                             |              |                                 |
| Sleipner  | 3. 10. 1934 (1933?), Horten | 07. 05. 1936 | 1937                            |
| Æger      | 1935 (1934?), Horten        | 25. 08. 1936 | 1938                            |
| Gyller    | 1937 (1936?), Horten        | 07. 07. 1938 | 01. 08. 1939                    |
| II seria: |                             |              |                                 |
| Odin      | 1938, Horten                | 17. 01. 1939 | 17. 09. 1939                    |
| Tor       | 1938, Fredrikstad           | 09. 09. 1939 | 13. 06. 1940 (Niemcy → Tiger)   |
| Balder    | 1938, Horten                | 11. 10. 1939 | 26. 06. 1940 (Niemcy → Leopard) |

## Opis

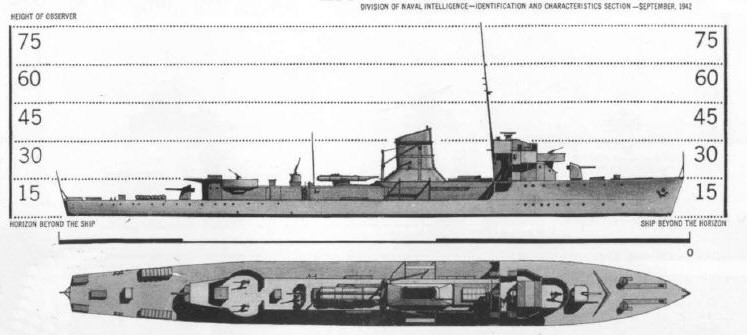
Sylwetka okrętów (z niemieckimi modyfikacjami uzbrojenia)

### Architektura i konstrukcja
Wyporność standardowa okrętów pierwszej serii wynosiła 597 ts (ton angielskich), a pełna 708 ts (719 ton). W drugiej serii wyporność standardowa wzrosła do 632 ts, a pełna do 735 ts. Długość między pionami okrętów pierwszej serii wynosiła 72 m, a całkowita 74,3 m, natomiast w przypadku drugiej serii parametry te wynosiły odpowiednio 74 m i 76,3 m. Szerokość kadłuba obu wersji wynosiła 7,75 m. Zanurzenie wynosiło 2,1 m, a maksymalnie 2,82 m (I seria) lub 2,97 m (II seria).
Okręty miały typową architekturę i rozmiary dla torpedowców tego okresu. Kadłub miał podniesiony pokład dziobowy na niecałej 1/3 długości, o lekkim wzniosie i mało nachylonej dziobnicy. Ich sylwetki ocenianie są w literaturze jako zgrabne. Na pokładzie dziobowym znajdowało się działo dziobowe artylerii głównej oraz niewielkich rozmiarów nadbudówka z pomostem nawigacyjnym i bojowym. Bezpośrednio za nadbudówką był palowy, lekko pochyły maszt. Za uskokiem pokładu ciągnęła się przez całe śródokręcie wąska i niska pokładówka, na której były umieszczone, w kolejności: szeroki, pojedynczy komin z kołpakiem, podwójna wyrzutnia torpedowa, szczątkowy maszt rufowy, działko przeciwlotnicze 40 mm i drugie działo 102 mm. Trzecie działo artylerii głównej znajdowało się na pokładzie rufowym, poniżej drugiego działa, umieszczonego w superpozycji. Za działem tym był jeszcze dość długi wolny pokład rufowy, a kadłub kończył się łamaną pawężą (o kształcie szerokiego „V” od góry). Kadłub dzielił się na 12 poprzecznych przedziałów wodoszczelnych, nie miał podwójnego dna. Załoga w służbie norweskiej składała się z 75 osób. Okręty nosiły małych rozmiarów nazwy na burtach pod działem dziobowym oraz na pawęży rufowej.

### Uzbrojenie

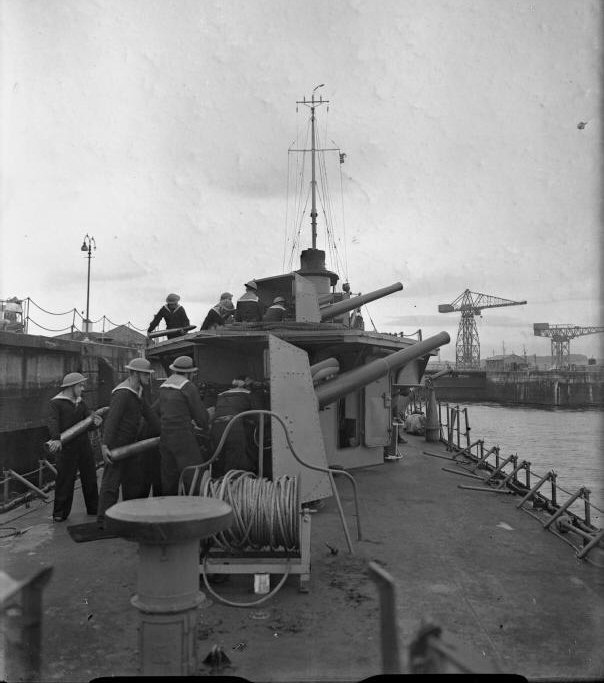
Rufowe działa „Sleipnera” w pierwotnej postaci

Pierwotne uzbrojenie artyleryjskie stanowiły trzy pojedyncze armaty morskie Bofors kalibru 102 mm (właściwie 101,6 mm – 4 cale). Kaliber artylerii był nominalnie określany jako 10 cm, stąd czasem podawany jest w literaturze jako 100 mm. Działa miały długość lufy L/40 (40 kalibrów) i strzelały pociskami o masie 14,1 kg. Były osłonięte płytkimi maskami przeciwodłamkowymi – przy tym z fotografii wynika, że prototypowy „Sleipner” otrzymał wąskie kanciaste maski, a na dalszych okrętach były inne, szersze, z zaokrągloną górną krawędzią. Według większości literatury, „Odin” i okręty jego podtypu były uzbrojone tylko w dwa działa 102 mm. Na fotografii „Odina” z 1939 roku widoczne są jednakże trzy działa artylerii głównej, a dwa pozostałe okręty nie zostały wykończone w pierwotnej postaci. Uzbrojenie przeciwlotnicze okrętów obejmowało pojedynczą armatę automatyczną 40 mm Boforsa i dwa pojedyncze wielkokalibrowe karabiny maszynowe 12,7 mm MG52 firmy ColtJarosz 2019 ↓, s. 60. „Odin” zamiast działka 40 mm miał działko 20 mm Oerlikon.
Uzbrojenie torpedowe było słabe, składające się tylko z podwójnej obrotowej wyrzutni na śródokręciu dla dwóch torped kalibru 533 mm (typowego dla niszczycieli). Według literatury, jedynie „Gyller” miał dwie podwójne wyrzutnie torped. Uzbrojenie przeciw okrętom podwodnym stanowiły cztery zrzutnie bomb głębinowych, a według niektórych źródeł, także dwa miotacze bomb głębinowych. Później uzbrojenie okrętów było modyfikowane w sposób opisany poniżej.

### Napęd
Napęd stanowiły dwa zespoły turbin parowych De Laval z przekładniami o mocy łącznej 12 500 KM, poruszające dwie śruby o średnicy 1650 mm. Parę dla turbin dostarczały trzy kotły parowe Yarrow, o wysokim ciśnieniu 32 atmosfer. Kotły były umieszczone w trzech przedziałach kotłowni, a turbiny za nimi, w dwóch przedziałach maszynowni. Zapas paliwa płynnego wynosił 100 ts (102 t). 
Okręty tego typu rozwijały prędkość 30 węzłów, a według niektórych źródeł, maksymalnie 32 węzły. Zasięg pływania wynosił 3500 Mm przy prędkości 15 węzłów (według innych źródeł, 1500 Mm w tych warunkach).

## Służba w skrócie

### W służbie norweskiej podczas II wojny światowej
W chwili wybuchu II wojny światowej w służbie znajdowały się tylko pierwsze trzy jednostki: „Sleipner”, „Æger” i „Gyller”, do których dołączył „Odin”. Brały one udział w patrolowaniu norweskich wód terytorialnych, eskortowaniu statków stron walczących utrzymujących handel z Norwegią oraz w strzeżeniu neutralności. M.in. „Odin” eskortował na wodach norweskich 2 października 1939 polskie statki „Robur IV”, „Kromań”, „Wilno”, „Chorzów” i „Narocz” przedzierające się z Göteborga do Wielkiej Brytanii. Dwa pozostałe torpedowce zwodowano we wrześniu i październiku 1939, lecz w chwili niemieckiego ataku na Norwegię pozostawały w stoczniach i były nieuzbrojone i niewyposażone. „Sleipner” i „Aeger” tworzyły 2. Dywizjon Niszczycieli, a „Gyller” i „Odin” – 3. Dywizjon. 8 kwietnia 1940 „Odin” i „Gyller” ratowały rozbitków z niemieckiego transportowca wojska „Rio de Janeiro” zatopionego przez polski okręt podwodny ORP „Orzeł”

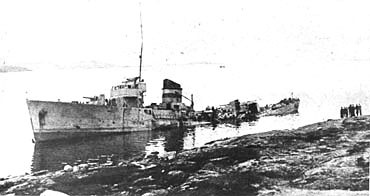
Wrak „Ægera”

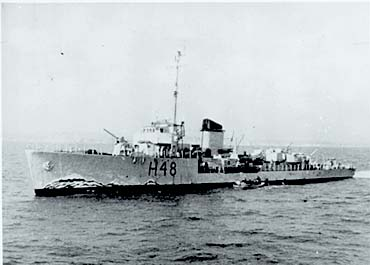
KNM „Sleipner” podczas II w. św.

Podczas niemieckiego ataku 9 kwietnia 1940 okręty były rozrzucone po poszczególnych portach: „Sleipner” w Kristiansund, „Æger” w Stavanger, „Gyller” w Kristiansand i „Odin” w pobliskim Marvika. Tego dnia „Æger” zatrzymał pod Stavangerem niemiecki statek „Roda” (6780 BRT), wiozący ciężką broń dla niemieckich spadochroniarzy, który po ostrzelaniu wszedł na skały i zatonął. Później tego samego dnia „Æger” jednak został zbombardowany przez niemieckie samoloty startujące ze zdobytego lotniska Sola, po czym wyrzucił się na brzeg wysepki Hundvåg pod Stavangerem (8 zabitych). Jeszcze podczas kampanii Niemcy zdjęli z niego uzbrojenie. Wrak został pocięty w 1948.
„Sleipner” od 11 kwietnia walczył z niemieckimi samolotami pod Kristiansundem, zestrzeliwując podczas kampanii prawdopodobnie cztery samoloty. Szczególnie intensywnie był atakowany 25 kwietnia, doznając drobnych uszkodzeń od odłamków bomb. 27 kwietnia, jako jeden z niewielu norweskich okrętów, „Sleipner” dotarł do Wielkiej Brytanii, gdzie wszedł w skład emigracyjnej alianckiej marynarki Norwegii. Jego trzy działa zamieniono tam następnie na dwa brytyjskie działa uniwersalne 102 mm Mk V, odciążając przy tym okręt (według części publikacji, miało to mieć miejsce już podczas remontu w maju–czerwcu 1940). Otrzymał także dwa lub trzy działka przeciwlotnicze 20 mm. Ze znakiem taktycznym H48 służył jako okręt obrony przeciwlotniczej w Rosyth, a następnie od kwietnia 1941 do lutego 1944 służył do eskorty konwojów przybrzeżnych, łącznie eskortując ich 156 w ciągu 404 dni w morzu. Z powodu wyeksploatowania i przejęcia nowszych okrętów od Brytyjczyków, 27 lutego 1944 został odstawiony do rezerwy.
Podczas niemieckiego ataku „Gyller” 9 kwietnia zatopił artylerią pod Kristiansandem niemiecki statek handlowy „Seattle” (7369 BRT), lecz po kapitulacji sił norweskich, wraz z „Odinem” został zdobyty przez Niemców. Nieukończony „Balder” został zdobyty w Horten, a „Tor” został przez Norwegów samozatopiony we Fredrikstadzie, lecz już 16 kwietnia został podniesiony przez Niemców i oba zostały przez nich następnie ukończone.

### W służbie niemieckiej
„Gyller” i „Odin” zostały przejęte przez Niemców 11 kwietnia 1940 w Kristiansandzie, po czym odpowiednio 20 i 23 kwietnia weszły do niemieckiej służby jako „Löwe” i „Panther”. „Tor” po podniesieniu i remoncie wszedł do służby 13 czerwca 1940 jako „Tiger”, a „Balder” po ukończeniu, 26 lipca 1940 jako „Leopard”. Weszły one do służby jako torpedowce, otrzymując nazwy drapieżników, jak wcześniejsze niemieckie torpedowce (lew, pantera, tygrys, leopard). Utworzyły one 7. Flotyllę Torpedowców i były używane do grudnia 1940 do zadań eskortowych w Skagerraku i Kattegacie. Okręty zmodyfikowano, usuwając działo 102 mm nr 2 (w przypadku okrętów je posiadających) i montując działko przeciwlotnicze 20 mm. Według części źródeł, przystosowano je także do stawiania 24 min. 1 stycznia 1942 roku wycofano je do zadań pomocniczych – jako poławiacze torped ćwiczebnych 27. Flotylli Okrętów Podwodnych w Gdyni. 
W latach 1941–1942 dalej zmodyfikowano ich uzbrojenie, usuwając dziobowe działo nr 1 i wyrzutnie torped oraz zwiększając liczbę działek przeciwlotniczych 20 mm do trzech (jeden dwuwyrzutniowy aparat torpedowy zachował tylko „Löwe”, który od początku jako jedyny miał dwa aparaty torpedowe). Według innych źródeł jednak, od początku 1941 roku uzbrojenie zmieniono im na jedno niemieckie działo 105 mm o długości lufy L/45, jedno działko plot 37 mm i dwa działka plot 20 mm (na „Panther” – 4), bez wyrzutni torped i min. Załoga w niemieckiej służbie wynosiła 86–88 osób. 
Okręty służyły na Bałtyku do maja 1945 roku, uczestnicząc pod koniec wojny w ewakuacji niemieckiej ludności na zachód. „Löwe” eskortował 30 stycznia 1945 statek „Wilhelm Gustloff”, a po jego storpedowaniu przez okręt podwodny S-13, bezskutecznie próbował atakować ten okręt, a następnie uratował 252 rozbitków ze statku. W chwili zakończenia wojny okręty znajdowały się w Niemczech i Danii, po czym, wraz ze „Sleipnerem”, powróciły jeszcze w maju 1945 roku do Norwegii.

### W służbie norweskiej powojennej

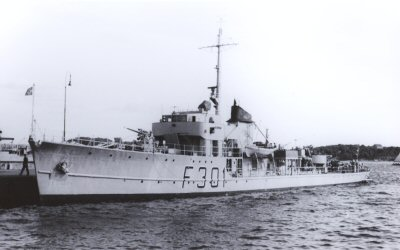
KNM „Gyller” jako fregata w 1953

19 września 1946 nadano okrętom numery taktyczne od L01 do L05 (w kolejności: „Sleipner”, „Gyller”, „Odin”, „Tor”, „Balder”), a w latach 1952–1954 numery NATO: F300 – F304. W 1951 roku okręty przeklasyfikowano na fregaty, a następnie w latach 1952-55 zmodernizowano, przezbrajając je w trzy działa kalibru 76 mm, 2 działka plot 40 mm, 2 wkm 12,7 mm i 4 miotacze (lub zrzutnie) bomb głębinowych, bez uzbrojenia torpedowego. Artyleria główna była uniwersalna. Załoga okrętów uległa zwiększeniu do 104 osób. Nie były już jednak intensywnie używane z uwagi na zużycie mechanizmów i wycofano je w 1959, po czym złomowano.